# Oradour-sur-Vayres
Oradour-sur-Vayres (okzitanisch: Orador de Vairas) ist eine französische Gemeinde mit 1.602 Einwohnern (Stand: 1. Januar 2022) im Département Haute-Vienne in der Region Nouvelle-Aquitaine. Sie gehört zum Arrondissement Rochechouart und zum Kanton Rochechouart. Die Einwohner werden Oratoriens genannt.

## Geografie
Oradour-sur-Vayres liegt etwa 29 Kilometer westsüdwestlich von Limoges im Regionalen Naturparks Périgord-Limousin. Im Gemeindegebiet entspringt die Grêne. Umgeben wird Oradour-sur-Vayres von den Nachbargemeinden Saint-Auvent im Norden und Nordosten, Saint-Laurent-sur-Gorre im Osten, Champagnac-la-Rivière im Südosten, Cussac im Süden, Saint-Bazile im Südwesten und Westen sowie Vayres im Westen und Nordwesten.

## Bevölkerungsentwicklung
| Jahr                       | 1962 | 1968 | 1975 | 1982 | 1990 | 1999 | 2006 | 2013 | 2020 |
| Einwohner                  | 2302 | 2086 | 1947 | 1841 | 1811 | 1636 | 1530 | 1540 | 1527 |
| Quellen: Cassini und INSEE |      |      |      |      |      |      |      |      |      |

## Sehenswürdigkeiten
- Dolmen von La Tamanie, seit 1971 Monument historique
- zwei Tumuli
- Kirche Saint-Christophe aus dem 19. Jahrhundert mit Glockenturm der alten Kirche aus dem 11. Jahrhundert
- Schloss Puychevalier aus dem 17. Jahrhundert

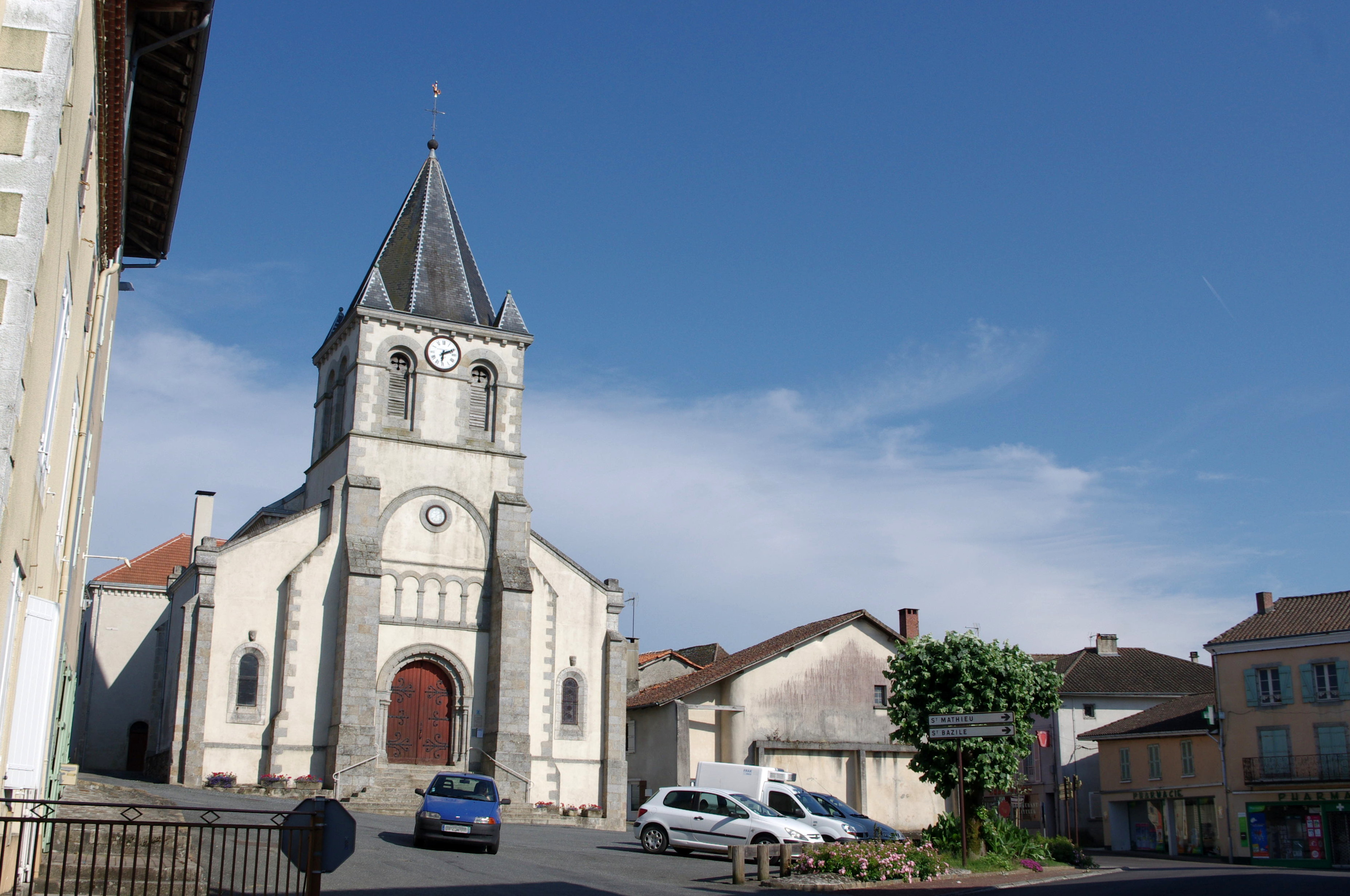
Kirche Saint-Christophe
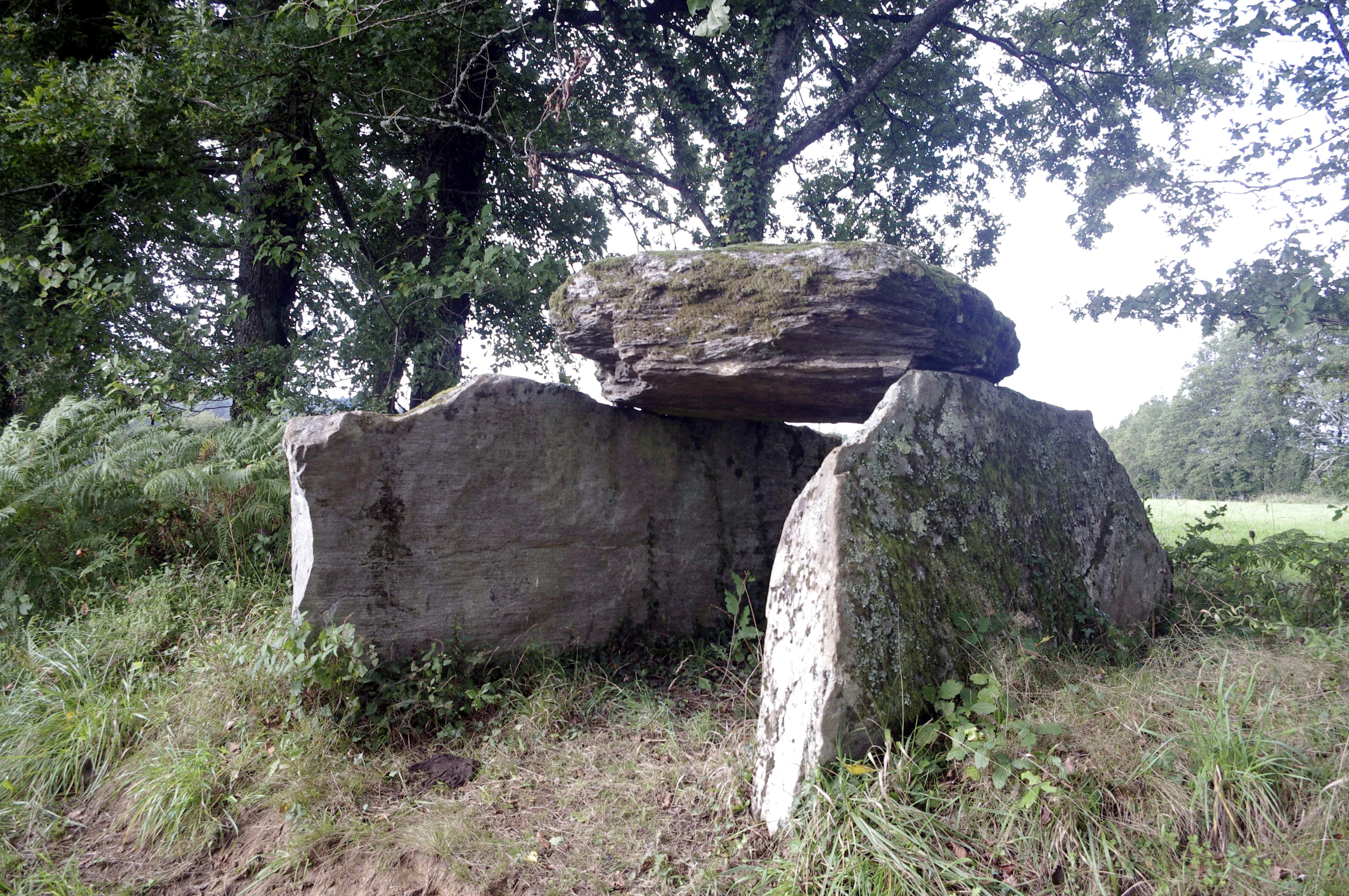
Dolmen von La Tamanie

## Persönlichkeiten
- Léon Roche (1895–1944), Politiker und Widerstandskämpfer
- Gilles Savary (* 1954), Politiker (PS), MdEP (1999–2004)